# 常怡
常怡（1931年1月5日—2024年1月6日），山西沁水县人，西南政法大学教授，被誉为新中国民事诉讼法学主要奠基人之一。